# 鬼魔愚零アンダーグラウンド
『鬼魔愚零アンダーグラウンド』（きまぐれアンダーグラウンド）は、アリスプロジェクトによる、仮面女子の映画シリーズ第1弾作品。監督は大川祥吾。

## 概要
- 立花あんなが"ヤンキー"、桜のどかが"スケバン"、神谷えりなが"裏番"を演じている「ヤンキーアクションムービー」である。
- 大川祥吾による『水戸黄門Z』の主要キャスト（後藤勝徳、前川茂輝、斉藤潤樹、今泉ちえこ、原田円、牛丸亮）がカメオ出演している。
- 2016年3月24日、東京都千代田区外神田1-1-10　パセラAKIBAマルチエンターテイメント7Fにある仮面女子常設劇場にて完成披露プレミアムレイトショーが開催され、劇中衣装を纏ったキャストと監督による舞台挨拶や、チェキ撮影が行われた。同日にDVDも発売された。[1]
- 2016年7月9日、イオンシネマ茅ヶ崎にて仮面女子のフリーライブ後に上映された。[2]
- 2016年10月7日、YouTubeにて本編が公開された。[3]
- 2016年11月11日、ユナイテッドシネマ豊洲にて新人監督映画祭のコンペティション部門作品として上映された。[4]
- 2017年1月23日、YouTubeにて本編の英語字幕版が公開された。[5]

## ストーリー
亀山高校の3年生である鳳城ツバキ、茉奈、真由美はある日、同校1年生の文子がライバル校である桜川高校の生徒にカツアゲされているところに通りかかる。桜川高校の女番長である龍源寺やその後輩・翔子達との毎度の喧嘩になるが、助けられた文子はツバキに弟子入りを申し込む。そんなツバキは、就職活動に励む茉奈や予備校に通う真由美と違い、将来が見えずにいる。一方、謎の転校生・二宮は町中で理由もなく喧嘩をし、ある暴行事件を起こす。

## キャスト
- 鳳城ツバキ：立花あんな
- 龍源寺：桜のどか
- 二宮：神谷えりな
- 茉奈：川村虹花
- 真由美：窪田美沙
- 翔子：小島夕佳
- 文子：北村真姫
- 松木威人
- 百瀬ひとみ
- 水沢まい
- 楠木まゆ
- 後藤勝徳
- 斉藤潤樹
- 泉水美和子
- 前川茂輝
- 鈴木聖奈
- 中村仁美
- 牛丸亮
- 原田円
- 今泉ちえこ
- 鈴木麻友
- 小林結友
- 春原美桜
- 小暮沙織
- 鈴木淑心
- 須貝汐梨
- 小波

## スタッフ
- 監督／撮影：大川祥吾
- 照明：森田新作
- 録音：松本充
- 照明助手：左居結城
- 助監督：横大路伸／松井貴
- 制作：佐伯啓／倉持治／北田光祐／吉田奈津美
- ヘアメイク：よみ／千葉美子／福与綾乃／高橋紀子
- 衣装：TARAMAN
- 音楽：宮下浩司／島岡りを